# Cratere Vuver
Vuver è un cratere sulla superficie di Umbriel.